# Conferencias ETH
Las Conferencias ETH son una serie de conferencias impartidas originalmente en alemán en la Escuela Politécnica Federal de Zúrich (ETH) a lo largo de ocho años, entre 1933 y 1941, por el médico psiquiatra, psicólogo y ensayista suizo Carl Gustav Jung.

## Introducción

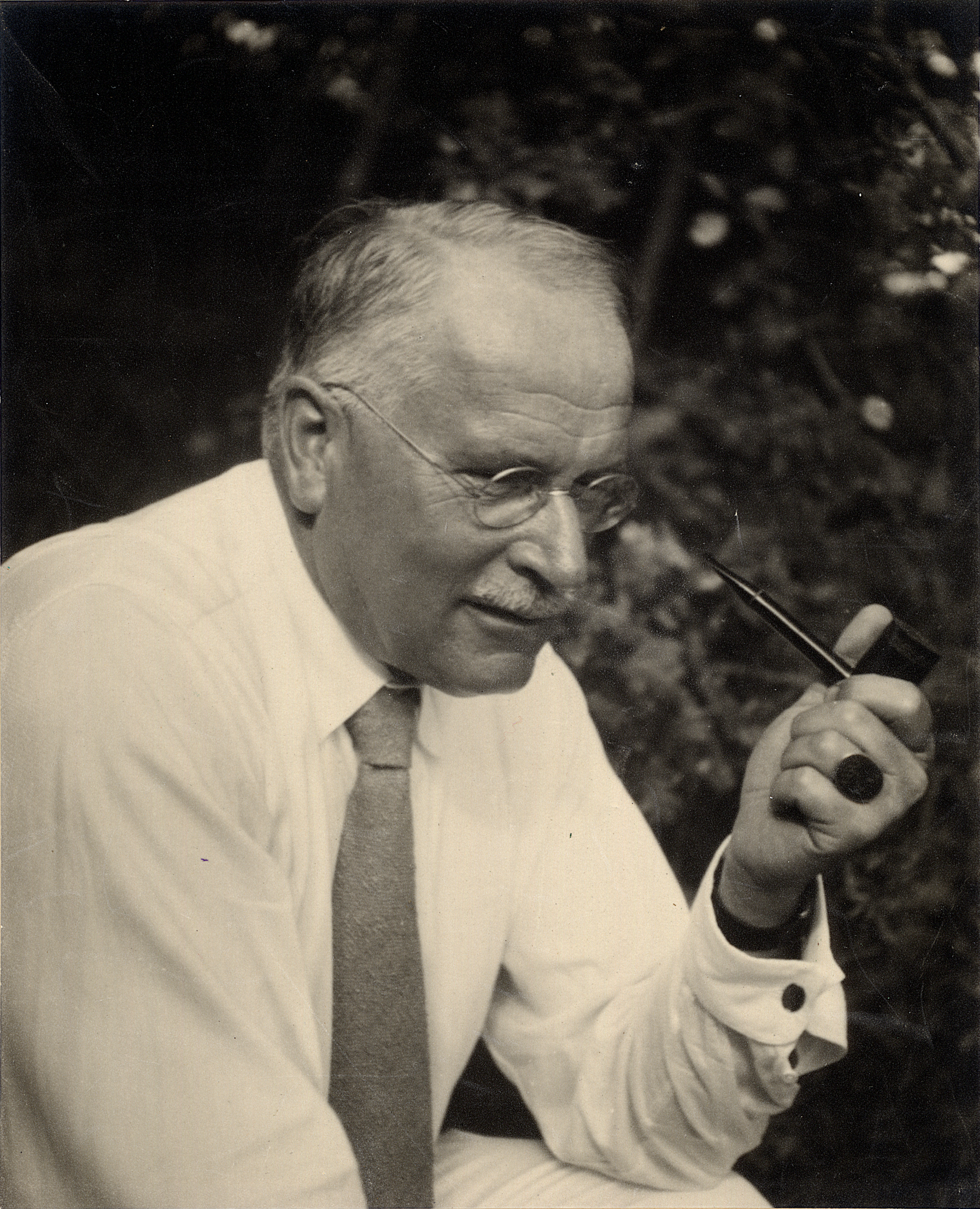
Carl Gustav Jung en 1935, año de su nombramiento como profesor titular en la ETH.

Entre 1933 y 1941, C. G. Jung dio una serie de conferencias en la Escuela Politécnica Federal de Zúrich (ETH), siendo nombrado profesor titular en 1935. Esto representó la reanudación de su carrera universitaria después de una larga pausa, ya que había renunciado a su puesto de profesor en la facultad de medicina de la Universidad de Zúrich en 1914. En el período intermedio, la actividad docente de Jung había consistido principalmente en una serie de seminarios en el Club Psicológico de Zúrich, que estaban restringidos a una membresía compuesta por sus propios estudiantes o seguidores. Las conferencias en la ETH fueron abiertas y su audiencia estuvo compuesta por estudiantes de la propia Escuela, el público en general y los seguidores de Jung. La asistencia a cada conferencia fue de cientos: Josef Lang, en una carta a Hermann Hesse, habló de seiscientos participantes a fines de 1933, Jung contó cuatrocientos en octubre de 1935. Kurt Binswanger, que asistió a las conferencias, recordó que la gente a menudo no podía encontrar un asiento y que los oyentes

eran de todas las edades y de todas las clases sociales: estudiantes...; personas de mediana edad; también muchas personas mayores; muchas mujeres que alguna vez estuvieron en análisis con Jung.

El propio Jung atribuyó este éxito a la novedad de sus conferencias y esperaba una disminución gradual en el número:

Debido a la gran multitud, mis conferencias tienen que realizarse en el auditorium maximum. Por supuesto, es su naturaleza sensacional lo que encanta a la gente que viene. Tan pronto como la gente se dé cuenta de que estas conferencias se refieren a asuntos serios, las cifras serán más modestas.

Debido a este contexto, el lenguaje de las conferencias es mucho más accesible que las obras publicadas por Jung en este momento. Binswanger también señaló que

Jung preparó cada una de esas conferencias con mucho cuidado. Después de las conferencias, una parte del público siempre se quedó para hacer preguntas, en una situación totalmente natural y relajada. También fue agradable que Jung nunca apareciera en el último minuto, como lo hicieron muchos otros conferenciantes. Él, por el contrario, ya estaba presente antes de la conferencia, sentado en uno de los bancos del pasillo; y la gente podía ir y sentarse con él. Era comunicativo y abierto.

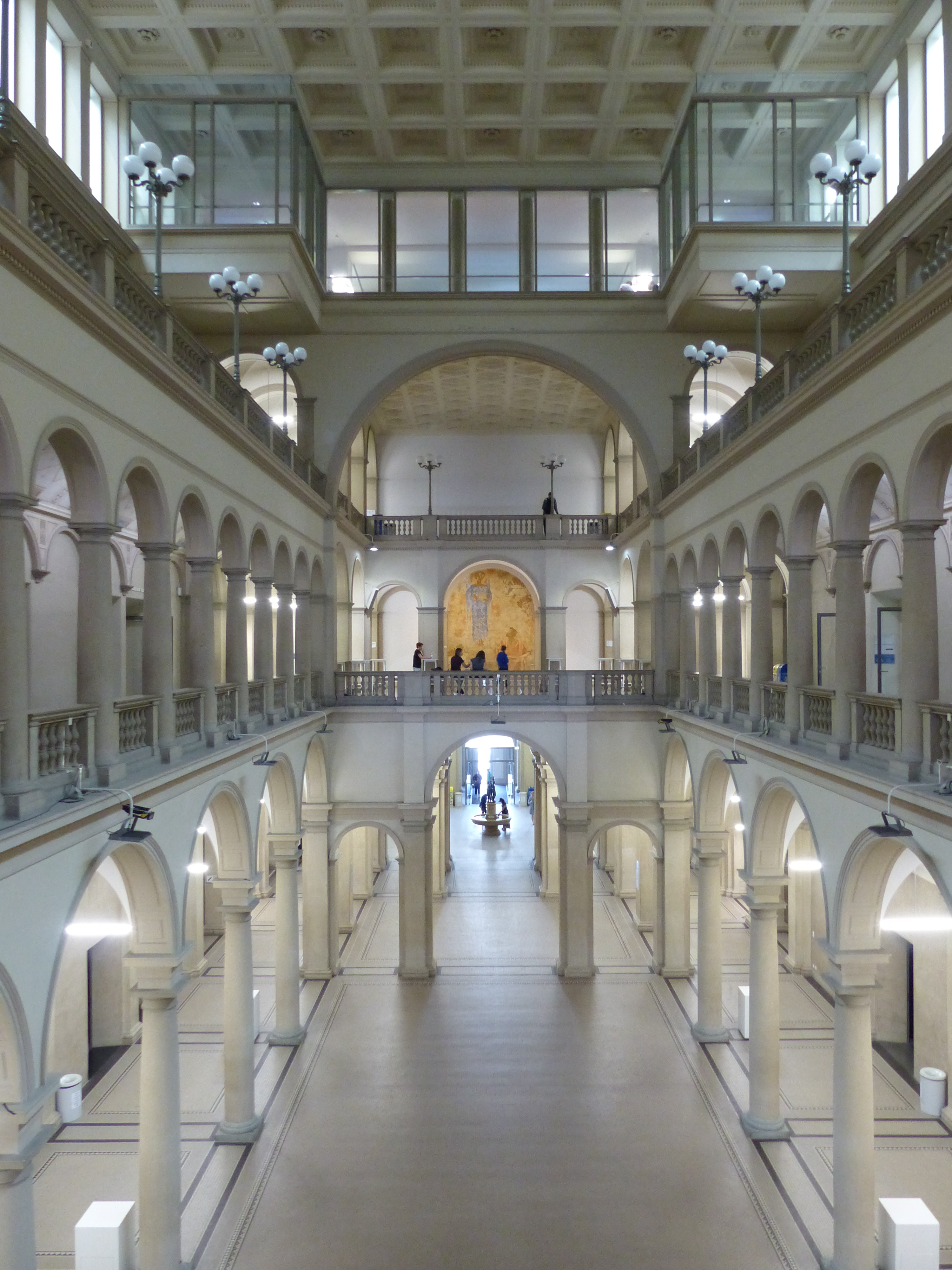
Interior de la ETH en la actualidad.

Las conferencias generalmente tenían lugar los viernes entre las 6 y las 7 p. m. La audiencia estuvo compuesta por estudiantes regulares de disciplinas técnicas, quienes se esperaba que asistieran a cursos adicionales de una asignatura de humanidades. Pero como era posible registrarse como auditor invitado, muchos de los que habían venido a Zúrich para estudiar con Jung o hacer terapia asistieron a las conferencias como introducción a la psicología analítica. Además, Jung también llevó a cabo seminarios de la ETH con un número limitado de participantes, en los que profundizaría en los temas de las conferencias. Durante los ocho años de sus conferencias, que solo se interrumpieron en 1937, cuando Jung viajó a la India, cubrió una amplia gama de temas. Estas conferencias están en el centro de la actividad intelectual de Jung en la década de 1930 y, además, constituyen la base de su trabajo en las décadas de 1940 y 1950. Por tanto, forman una parte fundamental de la obra de Jung, a la que todavía no se le ha concedido la atención y el estudio que merece. Los temas que Jung abordó en las conferencias de la ETH son probablemente incluso más importantes para los académicos, psicólogos, psicoterapeutas y el público en general de hoy en día que cuando se pronunciaron por primera vez. Con el paso de los años se ha producido un creciente interés por el pensamiento oriental, el hermetismo occidental y las tradiciones místicas, el surgimiento de la industria de los tipos psicológicos y el movimiento del trabajo onírico, y el surgimiento de una disciplina de la historia de la psicología.

## Listado y fechas de impartición
Las ocho conferencias y sus fechas correspondientes de impartición son las siguientes:
1. Volumen 1. History of Modern Psychology (Historia de la psicología moderna). Semestre de invierno 1933/34.[5]
2. Volumen 2. Consciousness and the Unconscious (Consciencia e inconsciente). Semestre de verano de 1934.[6]
3. Volumen 3. Modern Psychology and Dreams (Psicología moderna y sueños). Semestre de invierno 1934/1935 y semestre de verano de 1935.
4. Volumen 4. Psychological Typology (Tipología psicológica). Semestre de invierno 1935/1936 y semestre de verano de 1936.
5. Volumen 5. Psychology of the Unconscious (Psicología de lo inconsciente). Semestre de verano de 1937 y semestre de verano de 1938.
6. Volumen 6. Psychology of Yoga and Meditation (Psicología del yoga y la meditación). Semestre de invierno 1938/1939 y semestre de verano de 1939; más las dos primeras conferencias del semestre de invierno 1940/1941.[7]
7. Volumen 7. Jung on Ignatius of Loyola’s «Spiritual Excercises» (Jung sobre los «Ejercicios espirituales» de Ignacio de Loyola). Semestre de verano de 1939 y semestre de invierno 1939/1940; además: tercera conferencia, semestre de invierno 1940/1941.[8]
8. Volumen 8. The Psychology of Alchemy (La psicología de la alquimia). Semestre de invierno 1940/1941 y semestre de verano de 1941.

## Contenido

### 1.Historia de la psicología moderna
El primer semestre, del 20 de octubre de 1933 al 23 de febrero de 1934, consta de dieciséis conferencias sobre lo que Jung denominó la historia de la "psicología moderna", entendiendo la psicología como "una ciencia consciente", no aquella que proyecta la psique en las estrellas o en procesos alquímicos, por ejemplo. Su relato comienza en los albores de la era de la Ilustración y presenta un estudio comparativo de los movimientos del pensamiento francés, alemán y británico. Puso especial énfasis en el desarrollo de los conceptos de lo inconsciente en el idealismo alemán del siglo XIX. Volviendo a Inglaterra y Francia, Jung rastreó el surgimiento de la tradición empírica y de la investigación psicofísica, y cómo estas, a su vez, fueron asumidas en Alemania y condujeron al surgimiento de la psicología experimental. Reconstruyó el nacimiento de la psicología científica en Francia y Estados Unidos. Luego se refirió a la importancia del espiritualismo y la investigación psíquica en el auge de la psicología, prestando especial atención al trabajo de Justinus Kerner y Théodore Flournoy. Jung dedicó cinco conferencias a un estudio detallado de la obra de Kerner, La vidente de Prevorst (1829), y dos conferencias a otro estudio pormenorizado de De la India al planeta Marte de Flournoy (1899). Estos trabajos tuvieron inicialmente un impacto considerable en Jung. Además de dilucidar su significado histórico, su consideración nos permite comprender el papel que desempeñó su lectura en sus primeros trabajos. Inusualmente, en esta sección Jung evitó un enfoque convencional de la historia de las ideas y puso especial énfasis en el papel de los pacientes y sujetos en la constitución de la psicología. En el curso de su lectura de estos trabajos, Jung desarrolló una taxonomía detallada del alcance de la consciencia humana, que presentó en una serie de diagramas. Luego expuso una serie adicional de estudios de casos ilustrativos de individuos históricos en términos de este modelo: Nicolás de Flüe, Goethe, Nietzsche, Freud, John D. Rockefeller y el "denominado hombre normal".
De las principales figuras de la psicología del siglo XX, Jung fue posiblemente la de mayor mentalidad histórica y filosófica. En consecuencia, estas conferencias tienen un doble significado. Por un lado, presentan una contribución fundamental a la historia de la psicología y, por lo tanto, a la historiografía actual de la psicología. Por otro lado, está claro que los desarrollos que Jung reconstruyó teleológicamente culminan en su propia "psicología compleja" (su designación preferida para su trabajo), presentando así su propia comprensión de su surgimiento. Esta exposición proporciona una corrección crítica a las consideraciones freudocéntricas predominantes sobre el desarrollo del trabajo de Jung, que ya estaban en circulación en ese momento. La taxonomía detallada de la consciencia que presentó en la segunda parte de este semestre no fue documentada en ninguna de sus obras publicadas. Jung notó que las dificultades que había encontrado con su proyecto de tipología psicológica lo habían llevado a emprenderla. Por tanto, estas conferencias presentan aspectos críticos del pensamiento maduro de Jung que no están disponibles en otros lugares.

### 2.Consciencia e inconsciente

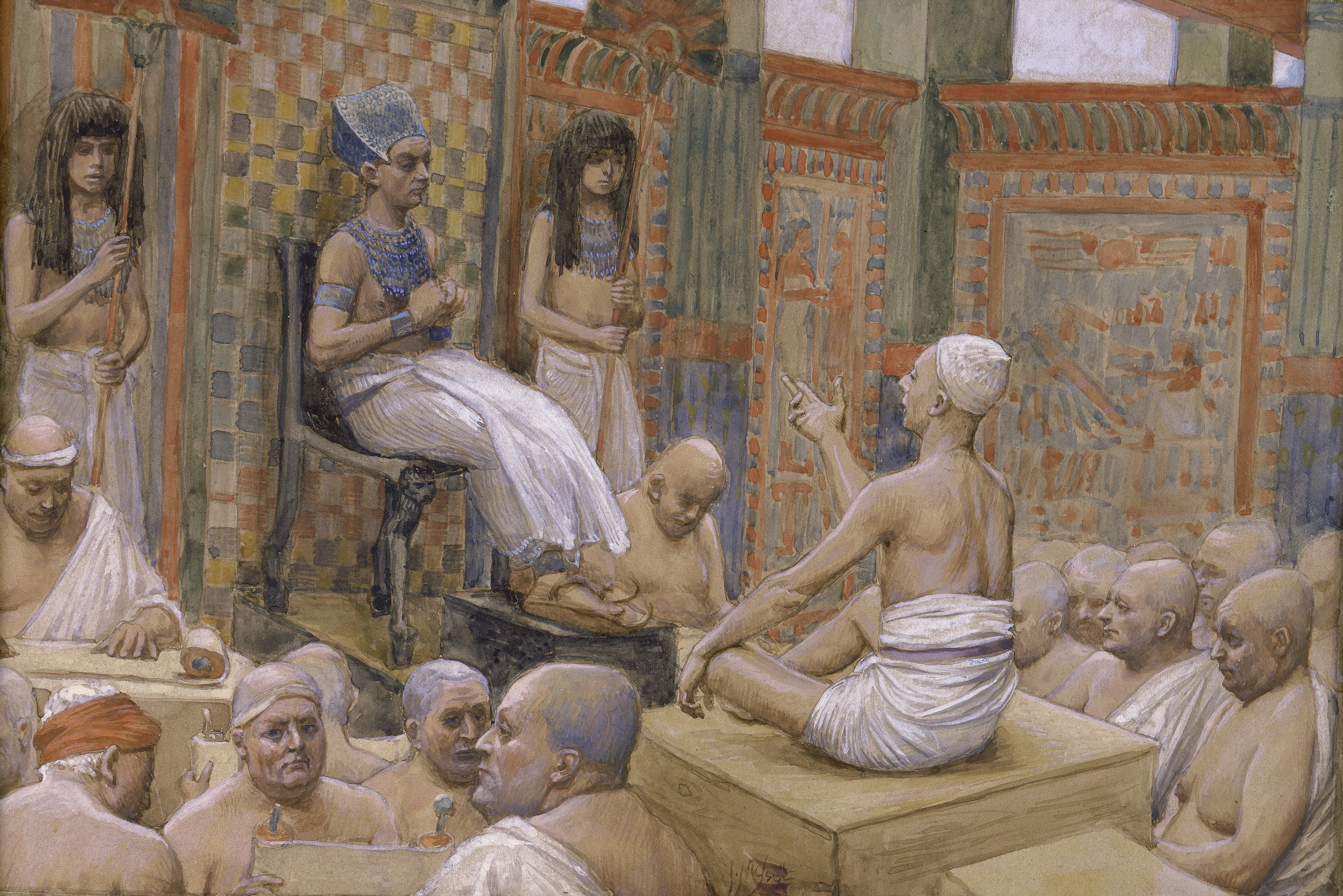
José interpreta el sueño del faraón (acuarela alrededor de 1896-1902 de James Tissot).

Este volumen presenta doce conferencias desde el 20 de abril de 1934 hasta el 13 de julio de 1934. Jung comenzó con conferencias sobre el estado problemático de la psicología e intentó dar cuenta de cómo se habían generado las diversas visiones de la psicología en su historia, que había presentado en el primer semestre. Esto lo llevó a dar cuenta de las diferencias nacionales en ideas y perspectivas, y a reflexionar sobre las diferentes características y dificultades de los idiomas inglés, francés y alemán a la hora de expresar materiales psicológicos. Reflexionar sobre el significado de la ambigüedad lingüística llevó a Jung a dar cuenta del estado del concepto de inconsciente, que ilustró con varios casos. Siguiendo estas reflexiones generales, presentó su concepción de las funciones y tipos psicológicos, ilustrada con ejemplos prácticos de su interacción. Luego dio cuenta de su concepto de lo inconsciente colectivo. Llenando una laguna en sus consideraciones anteriores, dio un mapa detallado de la diferenciación y estratificación de sus contenidos, en particular en lo que respecta a las diferencias culturales y "raciales". Jung luego pasó a describir métodos para hacer accesibles los contenidos de lo inconsciente: el experimento de asociación, el método psicogalvánico y el análisis de los sueños. En su descripción de estos métodos, Jung revisó su trabajo anterior a la luz de su comprensión actual. En particular, dio una descripción detallada de cómo el estudio de las asociaciones en las familias permitió estudiar la estructura psíquica de las familias y el funcionamiento de los complejos. El semestre concluyó con una visión general del tema de los sueños y el estudio de varios sueños.
Sobre la base de su reconstrucción de la historia de la psicología, Jung dedicó el resto de éste y los semestres siguientes a una descripción de su "psicología compleja". Como en los otros semestres, Jung se enfrentó a una audiencia general, un contexto que le dio una oportunidad única para presentar un relato completo y generalmente accesible de su trabajo, ya que no podía presuponer conocimientos previos de psicología. Así, encontramos aquí la introducción más detallada, y quizás más accesible, a su propia teoría. Sin embargo, esto no es solo una introducción a trabajos anteriores, sino una reelaboración a gran escala de sus primeros trabajos en términos de su comprensión actual, presentando modelos de la personalidad que no se pueden encontrar en ningún otro lugar de su obra. Por tanto, este volumen es el relato más actualizado de Jung sobre su teoría de los complejos, los experimentos de asociación, la comprensión de los sueños, la estructura de la personalidad y la naturaleza de la psicología.

### 3.Psicología moderna y sueños

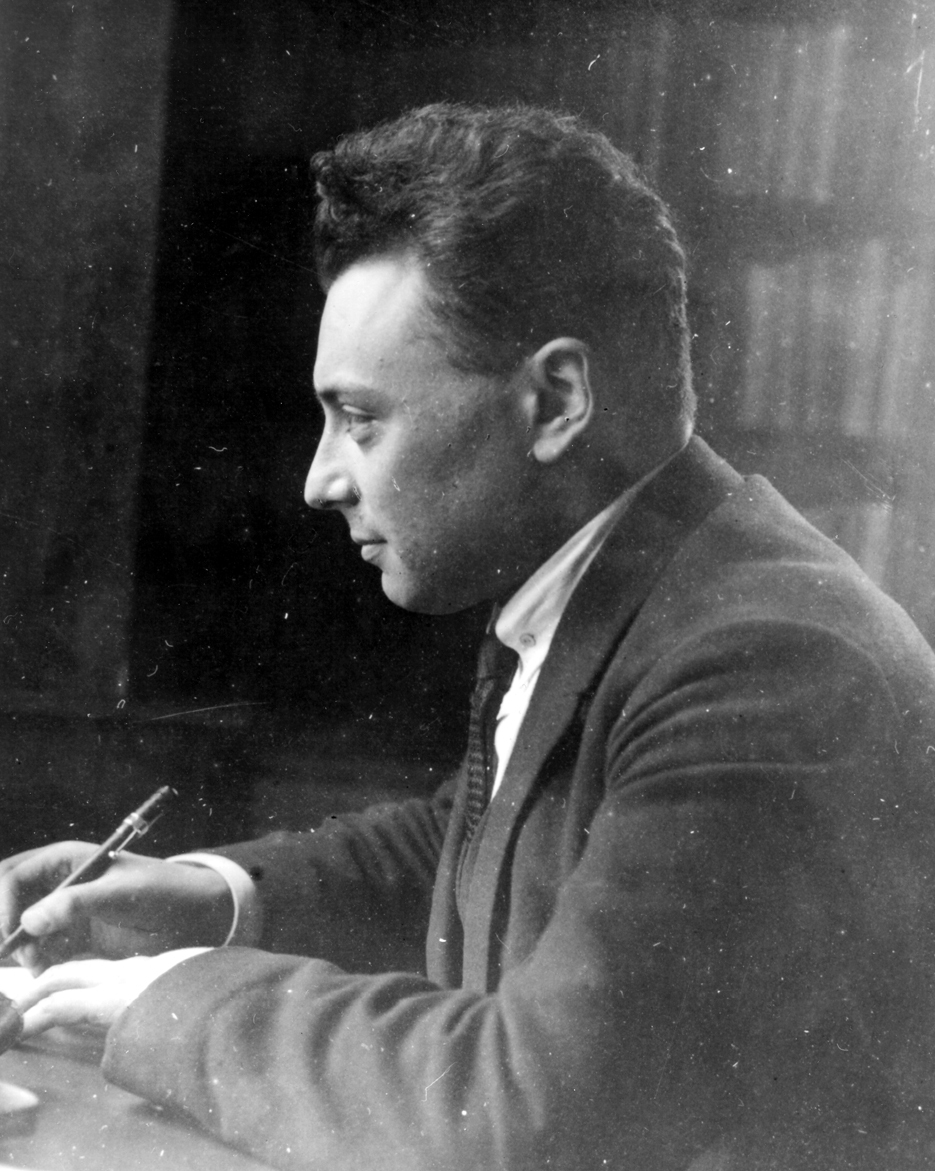
Wolfgang Pauli, del que usaría una serie corta ilustrativa de sueños.

El tercer volumen presenta conferencias de dos semestres consecutivos: diecisiete conferencias del 26 de octubre de 1934 al 8 de marzo de 1935, y once conferencias del 3 de mayo de 1935 al 12 de julio de 1935, aquí reunidas en un solo volumen, ya que todas tratan principalmente de los posibles métodos para acceder y tratar de determinar el contenido de lo inconsciente. Jung comienza con una descripción detallada de la teoría y el método de Freud y, en menor medida, de Adler para analizar los sueños, y luego pasa a sus propios puntos de vista (los sueños son de "naturaleza pura" y de carácter complementario/compensatorio) y técnica (contexto, amplificación). Se centra particularmente en tres series cortas de sueños, la primera del premio Nobel Wolfgang Pauli, la segunda de un joven homosexual y la tercera de una persona psicótica, usándolas para describir e interpretar simbolismos especiales. En el siguiente semestre, concluye la discusión sobre el mecanismo, la función y el uso de los sueños como método para iluminarnos y conocer lo inconsciente, y luego llama la atención sobre los "paralelos orientales", como el yoga, mientras advierte contra su uso indiscriminado por los occidentales. En cambio, dedica el resto del semestre a un ejemplo detallado de "imaginación activa" o "fantasear activo", como lo denomina aquí, con la ayuda del caso de una dama estadounidense de cincuenta y cinco años, el mismo caso que discutió extensamente en el seminario alemán de 1931.
Este volumen ofrece una descripción detallada de la comprensión de Jung de las teorías de los sueños de Freud y Adler, arrojando una luz interesante sobre los puntos en los que coincidió y en los que difirió, y cómo desarrolló su propia teoría y método en contraste con ellos. Dado que se trataba de una audiencia general, un hecho del que era muy consciente, trató de mantenerse en un nivel lo más básico posible, lo que también es de gran ayuda para el lector contemporáneo no especializado. Esto también es cierto para su método de imaginación activa, como se ejemplifica en un largo ejemplo. Aunque usó material también presentado en otros lugares, el presente relato es muy interesante precisamente porque está diseñado para una audiencia general muy variada y, en consecuencia, difiere de las presentaciones dadas a los participantes seleccionados en sus seminarios "privados" o en libros especializados.

### 4.Tipología psicológica

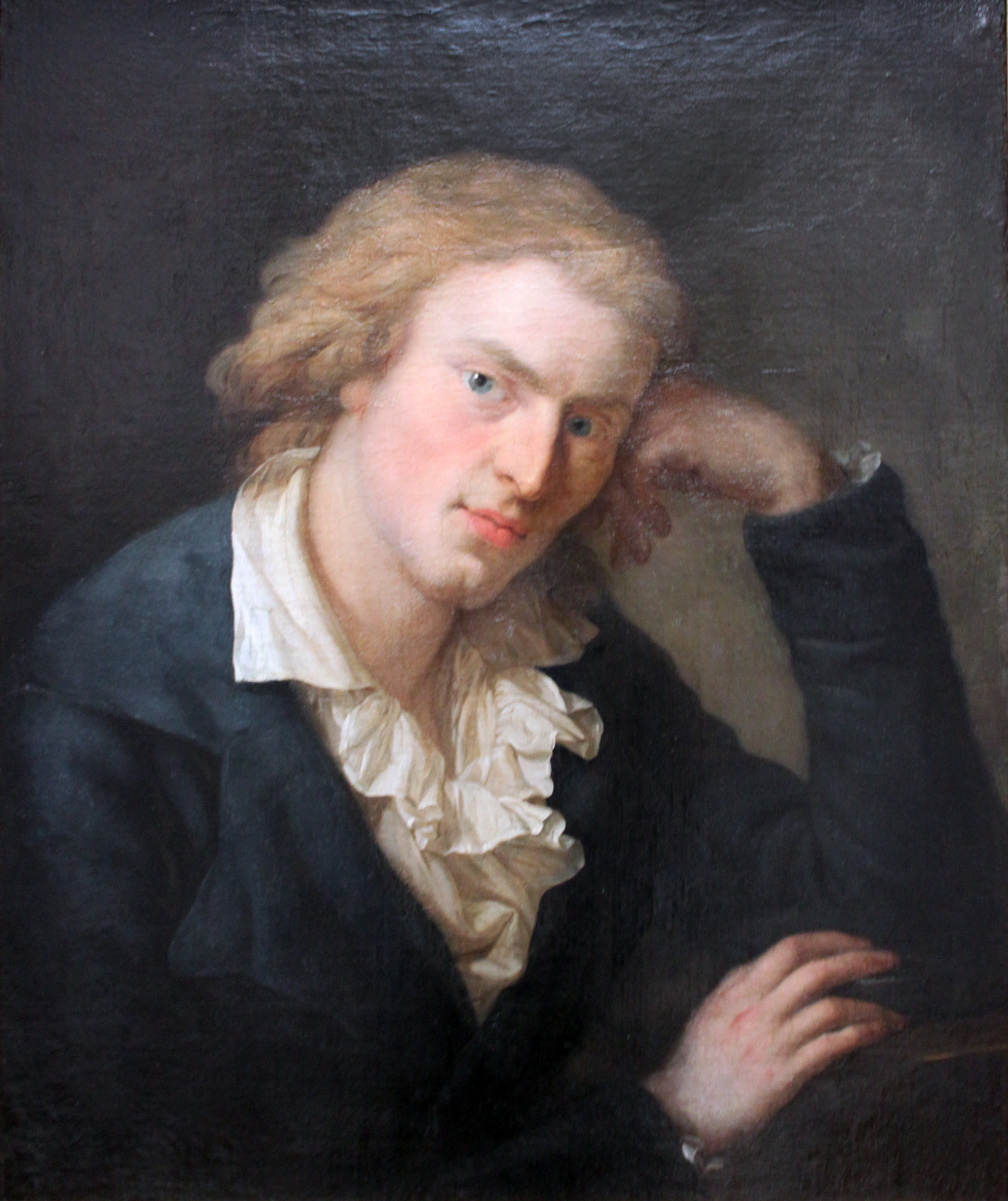
Friedrich Schiller, al que aludiría en su estudio de la tipología en la historia intelectual.

El cuarto volumen también combina conferencias de dos semestres: quince conferencias del 25 de octubre de 1935 al 6 de marzo de 1936, y trece conferencias del 1 de mayo de 1936 al 10 de julio de 1936. El semestre de invierno ofrece una introducción general a la historia de las tipologías, y la tipología en la historia intelectual y religiosa, desde la antigüedad hasta el gnosticismo y el cristianismo, desde la filosofía china (yin/yang) hasta la religión y filosofía persa (Ahriman/Lucifer), desde la revolución francesa ("Déesse raison") a las cartas sobre la educación estética del hombre de Schiller. Jung presenta y describe en detalle las dos actitudes (introversión y extraversión) y las cuatro funciones (pensamiento y sentimiento como funciones racionales, sensación e intuición como funciones irracionales). En el semestre de verano, se centra en la interacción entre las actitudes y las diversas funciones, detallando las posibles combinaciones (sentimiento, pensamiento, sensación e intuición extravertidos e introvertidos) con la ayuda de muchos ejemplos.
Este volumen ofrece una excelente introducción de primera mano a la tipología de Jung, y es la alternativa para los lectores contemporáneos que buscan un texto básico y auténtico, a diferencia del magnum opus de Jung Tipos psicológicos, que, por así decirlo, esconde a la bella durmiente detrás de una gruesa pared de arbustos espinosos, es decir, sus más de 400 páginas de "introducción", sólo después de lo cual Jung se ocupa de su propia tipología propiamente dicha. Como en los volúmenes anteriores, los lectores se beneficiarán del hecho de que Jung se vio obligado a dar una introducción básica y una descripción general de sus puntos de vista.

### 5.Psicología de lo inconsciente

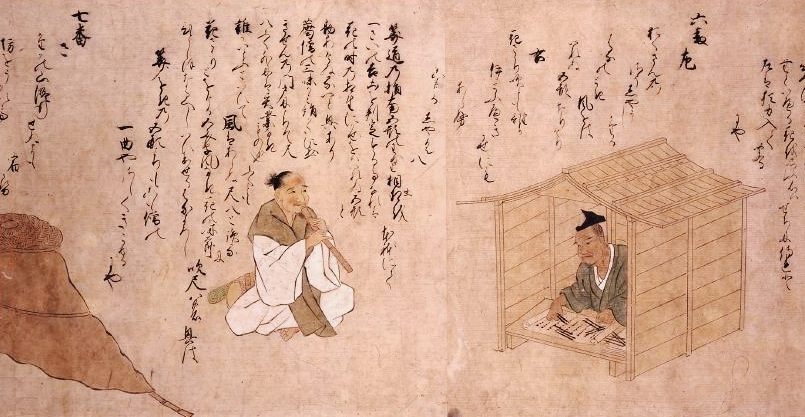
Ilustración donde se muestra el uso del I Ching.

Jung dedicó sus conferencias del verano de 1937 (23 de abril al 9 de julio; once conferencias) y del verano de 1938 (del 29 de abril al 8 de julio; diez conferencias) a la psicología de lo inconsciente. La comprensión de la dependencia sociológica e histórica de la psique y la relatividad de la consciencia forman la base para familiarizar a la audiencia con las diferentes manifestaciones de lo inconsciente relacionadas con los estados hipnóticos y la criptomnesia, los afectos y la motivación inconscientes, la memoria y el olvido. Jung muestra las formas normales y patológicas de invasión de contenidos inconscientes en la consciencia y describe las metodologías para traer material inconsciente a la superficie. Esto incluye métodos como el experimento de asociación, el análisis de los sueños, la imaginación activa, así como diferentes formas de expresión creativa, pero también herramientas antiguas de adivinación como la astrología y el I Ching. El semestre de verano de 1938 volvió a la serie de sueños del joven homosexual discutida en detalle en las conferencias de 1935, esta vez destacando el método de interpretación de los sueños de Jung a nivel individual y simbólico.
Jung ilustra sus conferencias con varios diagramas y casos clínicos para hacerlas más accesibles a los no psicólogos. En algunos casos, las conferencias brindan información adicional bienvenida respecto a sus artículos publicados, ya que Jung no estaba obligado a restringir su material a un espacio confinado. Por ejemplo, Jung elaboró el famoso caso del llamado paciente lunar, que era tan importante para su comprensión de la realidad psíquica y la psicosis, o dio una introducción muy personal al uso del I Ching. Las conferencias también arrojaron una nueva luz histórica sobre sus viajes a África, India y Nuevo México y su recepción de la psicología, la filosofía y la literatura.

### 6.Psicología del yoga y la meditación

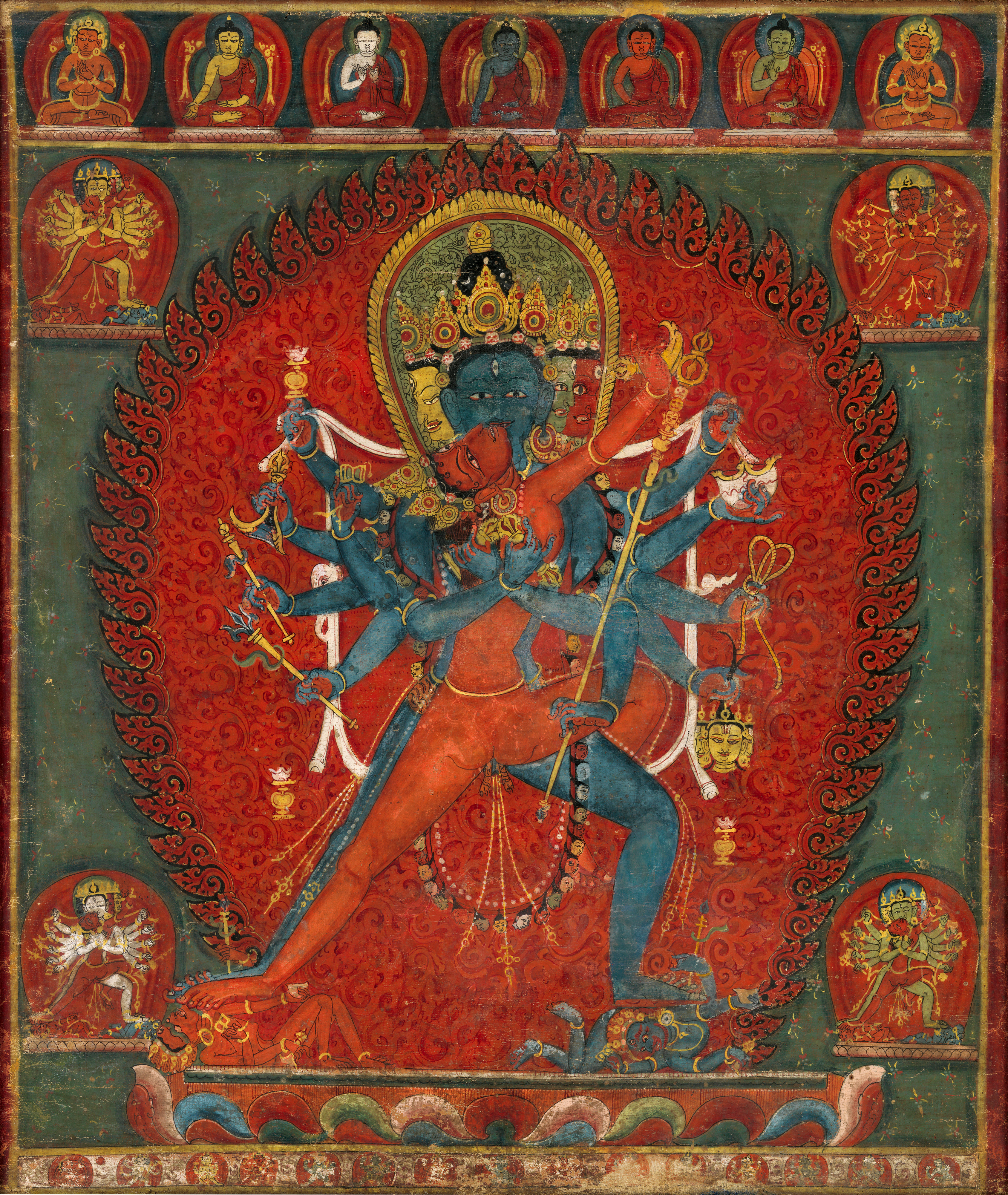
Deidad central del Cakrasaṃvara Tantra.

El ciclo de conferencias del semestre de invierno de 1938/1939 (del 28 de octubre al 3 de marzo; quince conferencias) y la primera mitad del semestre de verano de 1939 (del 28 de abril al 9 de junio; seis conferencias) tratan de la espiritualidad oriental. A partir del concepto psicológico de imaginación activa, Jung busca encontrar paralelos en las prácticas meditativas orientales. Su enfoque está dirigido a la meditación tal como la enseñan las diferentes tradiciones yóguicas y la práctica budista. Los textos para la interpretación de Jung son:
1. Los Yoga Sûtra de Patañjali, según la última investigación escrita alrededor del año 400 d. C. y considerada como una de las fuentes más importantes para nuestro conocimiento del yoga actual.
2. El Amitâyur dhyâna-sûtra de la tradición budista china de la Tierra Pura, traducido del sánscrito al chino por Kâlayasas en el 424 d. C.
3. El Shrî-chakra-Sambhâra Tantra, un manuscrito relacionado con el yoga tántrico, traducido y publicado en inglés por Arthur Avalon (Sir John Woodroffe) en 1919.[17]

En ninguna otra parte de las obras de Jung se pueden encontrar interpretaciones psicológicas tan detalladas de esos tres textos espirituales. En su importancia para comprender la visión de Jung sobre el misticismo oriental, las conferencias de 1938/39 solo pueden compararse con su lectura de El secreto de la flor de oro o los seminarios sobre Kundalini Yoga.
En el semestre de invierno 1940/41, Jung resume los argumentos de sus conferencias sobre la meditación oriental. El resumen se publica como un apéndice al final de este volumen.

### 7.Jung sobre los «Ejercicios espirituales» de Ignacio de Loyola

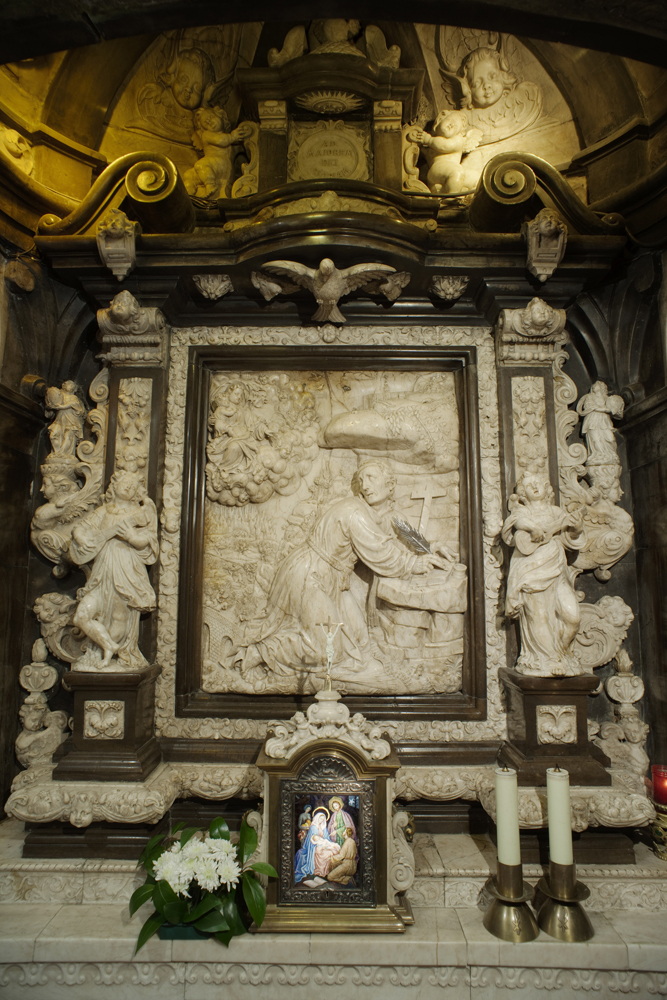
Cueva de San Ignacio.

La segunda mitad del semestre de verano de 1939 (del 16 de junio al 7 de julio; cuatro conferencias) y el semestre de invierno de 1939/40 (del 3 de octubre al 8 de marzo; dieciséis conferencias) se dedicaron a los Ejercicios espirituales de Ignacio de Loyola, fundador y primer superior general de la Compañía de Jesús (jesuitas). Como caballero y soldado, Ignacio resultó herido en la batalla de Pamplona (1521), a raíz de la cual experimentó una conversión espiritual. Posteriormente renunció a su vida mundana y se dedicó al servicio de Dios. En marzo de 1522, la Virgen María y el niño Jesús se le aparecieron en la ermita de Montserrat, lo que le llevó a buscar la soledad en una cueva cercana a Manresa. Allí oró durante siete horas al día y escribió sus experiencias para que otros las siguieran. Esta colección de oraciones, meditaciones y ejercicios mentales sentó las bases de la Exercitia Spiritualia (1522-1524). Jung vio en el texto el equivalente a la práctica meditativa de la tradición espiritual oriental. Proporciona una lectura psicológica de la misma, comparándola con la comprensión jesuita moderna de teólogos como Erich Przywara.
Las consideraciones de Jung sobre la Exercitia Spiritualia siguen a las conferencias sobre meditación oriental del año anterior. En ninguna parte de los escritos de Jung se encuentra una comparación igualmente intensa entre el espiritualismo oriental y occidental. Su enfoque coincide con el objetivo de la conferencia anual de Eranos, es decir, abrir un diálogo entre Oriente y Occidente. Los comentarios críticos de Jung sobre la aceptación del misticismo oriental por parte de los europeos modernos y su sugerencia a estos últimos de volver a sus propias tradiciones se aclaran a través de esas conferencias.
En el semestre de invierno de 1940/1941, Jung dedicó la tercera conferencia a un resumen de sus conferencias sobre la Exercitia Spiritualia. Este resumen se agrega como anexo al volumen 7.

### 8.La psicología de la alquimia

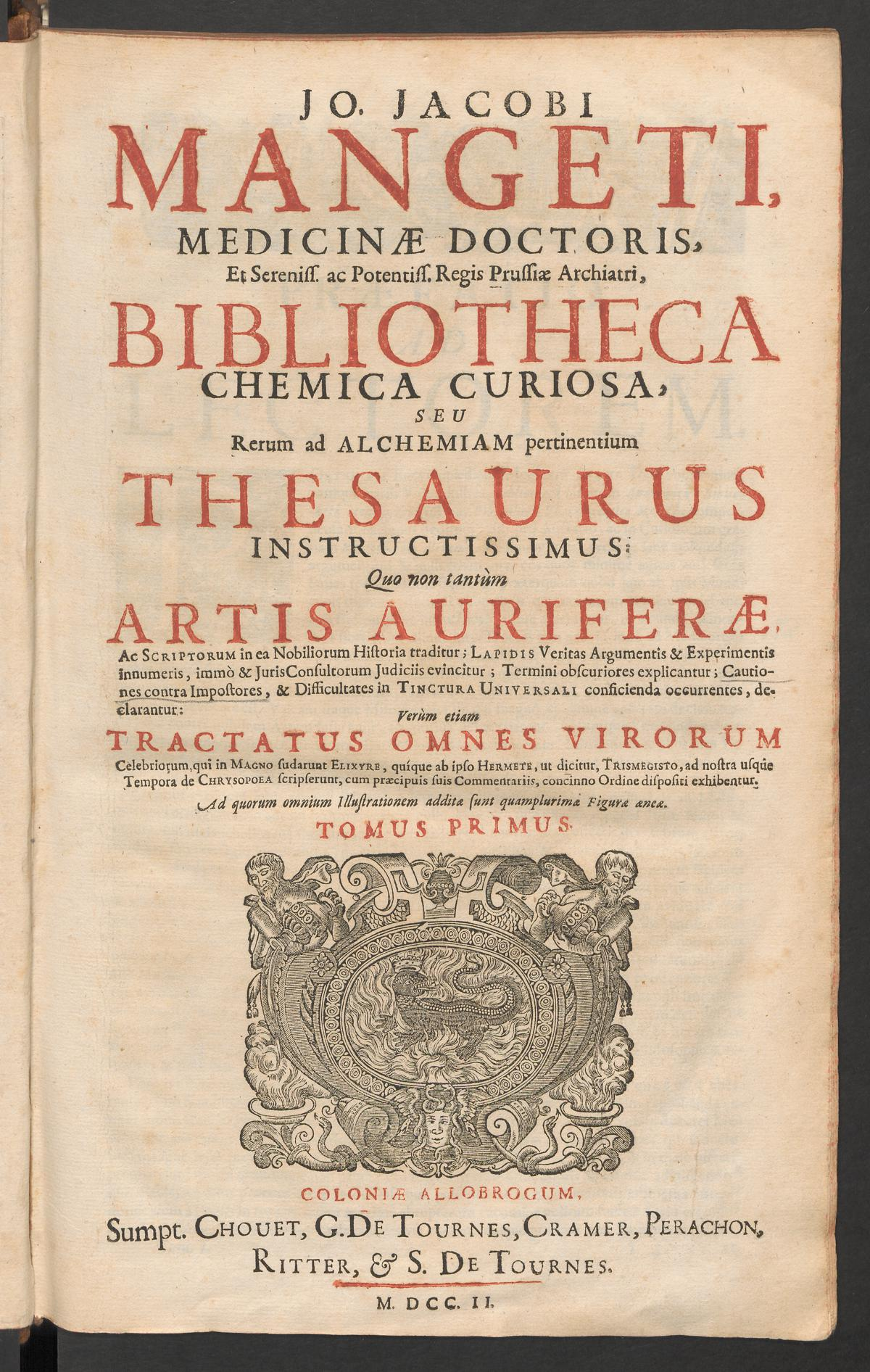
Bibliotheca chemica curiosa, una de las colecciones más completas de textos alquímicos publicados por primera vez en latín, en Ginebra, en el año 1702 por Chouet y editados por Jean-Jacques Manget (ejemplar original digitalizado de la biblioteca privada de Jung).

Las conferencias del semestre de invierno de 1940/41 (desde la conferencia 4 en adelante; del 29 de noviembre al 28 de febrero; doce conferencias) y del semestre de verano de 1941 (del 2 de mayo al 11 de julio; once conferencias) proporcionan una introducción a la comprensión psicológica de Jung sobre la alquimia. Explicó la teoría de la alquimia, esbozó los conceptos básicos y dio cuenta de la investigación psicológica de la alquimia. Mostró la relevancia de la alquimia para la comprensión del proceso psicológico de individuación. Los textos alquímicos de los que habló Jung incluyeron, junto a ejemplos famosos como la Tabula Smaragdina y el Rosarium Philosophorum, muchos tratados de alquimia menos conocidos.
Las conferencias sobre alquimia constituyeron una piedra angular en el desarrollo de la teoría psicológica de Jung. Sus conferencias de Eranos de 1935 y 1936 se dedicaron al significado psicológico de la alquimia y luego se fusionaron en Psicología y alquimia (1944). Las conferencias ETH sobre alquimia destacan la forma en que el pensamiento de Jung sobre la alquimia se desarrolló a lo largo de esos años. Como introducción a la alquimia, proporcionan una herramienta indispensable para comprender la complejidad de sus obras tardías, como Mysterium coniunctionis.

## Volúmenes publicados
Las Conferencias ETH habían permanecido inéditas hasta el inicio de su publicación en inglés en 2018 a cargo de Philemon Foundation y Princeton University Press, siendo editados los siguientes volúmenes:
1. Ernst Falzeder, ed. (2018). History of Modern Psychology: Lectures Delivered at ETH Zurich, Volume 1: 1933-1934. ISBN 978-0-691-18169-1.
2. Ernst Falzeder, ed. (2022). Consciousness and the Unconscious: Lectures Delivered at ETH Zurich, Volume 2: 1934. ISBN 9780691228570.
3. Modern Psychology and Dreams: Lectures Delivered at ETH Zurich, Volume 3: 1934-1935.
4. Psychological Typology: Lectures Delivered at ETH Zurich, Volume 4: 1935-1936.
5. Psychology of the Unconscious: Lectures Delivered at ETH Zurich, Volume 5: 1937-1938.
6. Martin Liebscher, ed. (2021). Psychology of Yoga and Meditation: Lectures Delivered at ETH Zurich, Volume 6: 1938–1940. ISBN 9780691206585.
7. Martin Liebscher, ed. (2023). Jung on Ignatius of Loyola’s «Spiritual Exercises»: Lectures Delivered at ETH Zurich, Volume 7: 1939–1940. ISBN 9780691244167.
8. The Psychology of Alchemy: Lectures Delivered at ETH Zurich, Volume 8: 1940-1941.

A partir de 2020, Editora Vozes de Brasil inició la correspondiente traducción en portugués:
1. Ernst Falzeder, ed. (2020). História da psicologia moderna: Seminarios no ETH de Zurique, Volume 1: 1933–1934. ISBN 9788532664716.
2. Ernst Falzeder, ed. (2024). Consciência e o inconsciente: Seminarios no ETH de Zurique, Volume 2: 1934. ISBN 9788532666376.
3. Psicologia moderna e sonhos: Seminarios no ETH de Zurique, Volume 3: 1934–1935.
4. Tipologia psicológica: Seminarios no ETH de Zurique, Volume 4: 1935–1936.
5. A Psicologia do Inconsciente: Seminarios no ETH de Zurique, Volume 5: 1937–1938.
6. Martin Liebscher, ed. (2025). Psicologia da ioga e meditação: Seminarios no ETH de Zurique, Volume 6: 1938–1940. ISBN 9788532669667.
7. Os Exercícios Espirituais de Inácio de Loyola: Seminarios no ETH de Zurique, Volume 7: 1939–1940.
8. A Psicologia da Alquimia: Seminarios no ETH de Zurique, Volume 8: 1940–1941.

En abril de 2025, las Conferencias comenzaron a publicarse en alemán a cargo de Patmos-Verlag, siendo el primer tomo el Volumen 6:
1. Geschichte der modernen Psychologie: Die Vorlesungen an der ETH Zürich, Band 1: 1933–1934.
2. Bewusstsein und das Unbewusste: Die Vorlesungen an der ETH Zürich, Band 2: 1934.
3. Moderne Psychologie und Träume: Die Vorlesungen an der ETH Zürich, Band 3: 1934–1935.
4. Psychologische Typologie: Die Vorlesungen an der ETH Zürich, Band 4: 1935–1936.
5. Die Psychologie des Unbewussten: Die Vorlesungen an der ETH Zürich, Band 5: 1937–1938.
6. Martin Liebscher, ed. (2025). Die Psychologie des Yoga und der Meditation: Die Vorlesungen an der ETH Zürich, Band 6: 1938–1940. ISBN 978-3-8436-1503-7.
7. Die Exerzitien des Ignatius von Loyola: Die Vorlesungen an der ETH Zürich, Band 7: 1939–1940.
8. Die Psychologie der Alchemie: Die Vorlesungen an der ETH Zürich, Band 8: 1940–1941.

Aún sin fecha por confirmar, los ocho tomos serán publicados en castellano, comenzando también por el citado Volumen 6, a cargo de la Editorial Trotta:
1. Historia de la psicología moderna: conferencias en la ETH de Zúrich, volumen 1: 1933-1934.
2. Conciencia e inconsciente: conferencias en la ETH de Zúrich, volumen 2: 1934.
3. Psicología moderna y sueños: conferencias en la ETH de Zúrich, volumen 3: 1934-1935.
4. Tipología psicológica: conferencias en la ETH de Zúrich, volumen 4: 1935-1936.
5. La psicología de lo inconsciente: conferencias en la ETH de Zúrich, volumen 5: 1937-1938.
6. Martin Liebscher, ed. (2026). Psicología del yoga y la meditación: conferencias en la ETH de Zúrich, volumen 6: 1938-1940.
7. Jung sobre los «Ejercicios espirituales» de Ignacio de Loyola: conferencias en la ETH de Zúrich, Volumen 7: 1939-1940.
8. La psicología de la alquimia: conferencias en la ETH de Zúrich, volumen 8: 1940-1941.